# Les Valls (Aramunt)
Les Valls és un paratge de muntanya del terme municipal de Conca de Dalt, dins del territori de l'antic terme d'Aramunt, al Pallars Jussà.
És a llevant d'Aramunt Vell, a la vall del riu de Carreu, on aflueix el barranc dels Rius, en una zona molt accidentada.